# Dreiskopf
Der Dreiskopf (auch Treiskopf genannt) bei Schwalefeld ist eine 779,8 m ü. NHN hohe Erhebung des Rothaargebirges auf der Grenze des hessischen Landkreises Waldeck-Frankenberg zum nordrhein-westfälischen Hochsauerlandkreises (Deutschland).

## Geographische Lage
Der Dreiskopf befindet sich im Nordostteil des Rothaargebirges an der Nahtlinie von Hochsauerland im westfälischen Hochsauerlandkreis und Upland im nordhessischen Landkreis Waldeck-Frankenberg. Im beiderseits der Grenze liegenden Naturpark Diemelsee stellt er die nördliche Erhebung des Bergzuges Dreis dar, dessen südliche der Hohe Eimberg ist. Sein Gipfel liegt auf der Landesgrenze 3,5 km nördlich von Willingen, 2,4 km nordnordwestlich von dessen Ortsteil Schwalefeld und 3 km (jeweils Luftlinie) südöstlich des Briloner Ortsteils Brilon-Wald; der Berg gehört zu Willinger und Briloner Gebiet.
Passiert wird der im Briloner Forst liegende Dreiskopf im Westen von der in Süd-Nord-Richtung fließenden Hoppecke und im Osten von der in gleicher Richtung verlaufenden Itter, die jeweils Zuflüsse der Diemel sind. Etwas nordwestlich bzw. nordöstlich des Gipfels entspringen das Jückenhohl und die Butterdelle als kurze Quellbäche der Bremecke.
Auf westfälischer Seite des Dreiskopfs liegen Teile des Landschaftsschutzgebiets Hoppecke - Diemel - Bergland (CDDA-Nr. 555554573; 2001 ausgewiesen; 77,9064 km² groß).

## Naturräumliche Zuordnung
Der Dreiskopf gehört in der naturräumlichen Haupteinheitengruppe Süderbergland (Nr. 33), in der Haupteinheit Rothaargebirge (mit Hochsauerland) (333) und in der Untereinheit Hochsauerländer Schluchtgebirge (333.8) zum Naturraum Schellhorn- und Treiswald (333.82). Die Landschaft fällt nach Nordwesten in den Naturraum Habuch (333.83) ab.

## Berghöhe
Die Höhe des Dreiskopfs wurde auf dem Messtischblatt Brilon spätestens 1900 mit 781 m angegeben, was spätestens 1925 in 781,0 m geändert wurde – wie bei vielen Bergen einfach ohne weitere Vermessungen „,0“ angehängt wurde. Dieser Wert wurde noch bis mindestens 2013 auch in amtlichen Kartendiensten verzeichnet, inzwischen (2020) aber nicht mehr. Die im Vergleich zu den Messtischblättern aktuellere (und feinere) Deutsche Grundkarte von 2011 gibt 779,8 m an.
wird oftmals nur mit 780 m angegeben, was sich allerdings auf einen wenige Meter südlich seines Gipfels gelegenen trigonometrischen Punkt auf 779,8 m Höhe bezieht.